# T-Square
A T-Square (korábbi nevükön The Square, stilizált alakja: T-SQUARE) japán fúziós jazz zenekar, amely 1976-ban alakult Tokióban. A hetvenes-nyolcvanas években váltak ismertté.
"Truth" című daluk a Fuji TV Formula–1-es közvetítéseinek főcímdalaként szolgált.
Eredetileg The Square néven működtek; ezt a nevet azért változtatták meg, mert ilyen néven már működött egy kaliforniai együttes.

## Diszkográfia
- Lucky Summer Lady (1978)
- Midnight Lover (1978)
- Make Me a Star (1979)
- Japanese Soul Brothers (1979)
- Rockoon (1980)
- Magic (1981)
- Jungle Strut (1982)
- Temptation of Shapely Legs (japánul: 脚線美の誘惑, 1982)
- The Water of the Rainbow (うち水に, 1983)
- Adventures (1984)
- The Square - Concert Live - "Adventures" (1984)
- Stars and the Moon (1984)
- R.E.S.O.R.T. (1985)
- The Square Live (CD, 1985)
- The Square Live (VHS, 1985)
- S.P.O.R.T.S. (1986)
- Truth (1987)
- Yes, No (1988)
- Live in New York (1988)
- Wave (1989)
- Live At Roxy (1989)
- Natural (1990)
- T-Square Live - Featuring F-1 Grand Prix Theme (1990)
- T-Square Live - "Natural" (1990)
- New-S (1991)
- T-Square Live - Farewell & Welcome (1991)
- Megalith (1991)
- Refreshest (1991) (T-Square and Friends néven)
- Impressive (1992)
- Human (1993)
- Summer Planet (夏の惑星, 1994)
- SOLITUDE (Ayrton Senna emlékére, T-Square and Friends néven, 1994)
- Welcome to the Rose Garden (1995)
- Miss You in New York (1995)
- T-Square and Friends Live in Tokyo (VHS, 1995)
- B.C.A.D. (1996)
- Blue in Red (1997)
- Gravity (1998)
- 20th Anniversary Performance at Yaon de Asobu (1998)
- Farewell & Welcome Live 1998 (1998)
- Sweet and Gentle (1999)
- T-Square (2000)
- Friendship (2000)
- Friendship (Live) (2001)
- Truth 21c (2001) (T-Square Plus néven)
- Brazil (2001)
- New Road, Old Way (2002)
- Vocal2 (vagy Vocal Square, 2002, T-Square and Friends néven)
- Spirits (2003, The Square néven)
- T Comes Back (2003)
- Groove Globe (2004)
- Passion Flower (2005)
- Blood Music (2006)
- 33 (2007)
- Wonderful Days (2008, T-Square Super Band néven)
- Concert Tour 2008 Final Wonderful Days (2008, DVD)
- The Square ~ T-Square Since 1978 30th Anniversary (2009, T-Square Super Special Band néven)
- Discoveries (2009)
- Time Travel (時間旅行, 2010)
- Treasured Songs – T-Square plays The Square (宝曲 [たからのうた], 2010)
- Nine Stories (2011)
- Music Dream – T-Square plays The Square (夢曲 (ゆめのうた, 2011)
- Wings (2012)
- Rainbow Songs – T-Square plays T- and The Square Special (虹曲, 2012)
- Smile (2013, T-Square Super Band néven)
- History (2013, T-Square Plus néven)
- T-Square 35th Anniversary 'Festival' (2014)
- NEXT (2014)
- Dolphin Through (2015)
- Paradise (2015)
- Treasure Hunter (2016)
- Year End Live 20151219-24 Best Take Complete Selection (2016)
- REBIRTH (2017)
- CITY COASTER (2018)
- It's a Wonderful Life (2018)
- 40th Anniversary Celebration Concert “It’s a Wonderful Life!” Complete Edition (2018)
- HORIZON (2019)
- AI Factory (2020)
- Creme de la Creme (2020)
- FLY! FLY! FLY! (2021)